# کتابخانه روبارتس

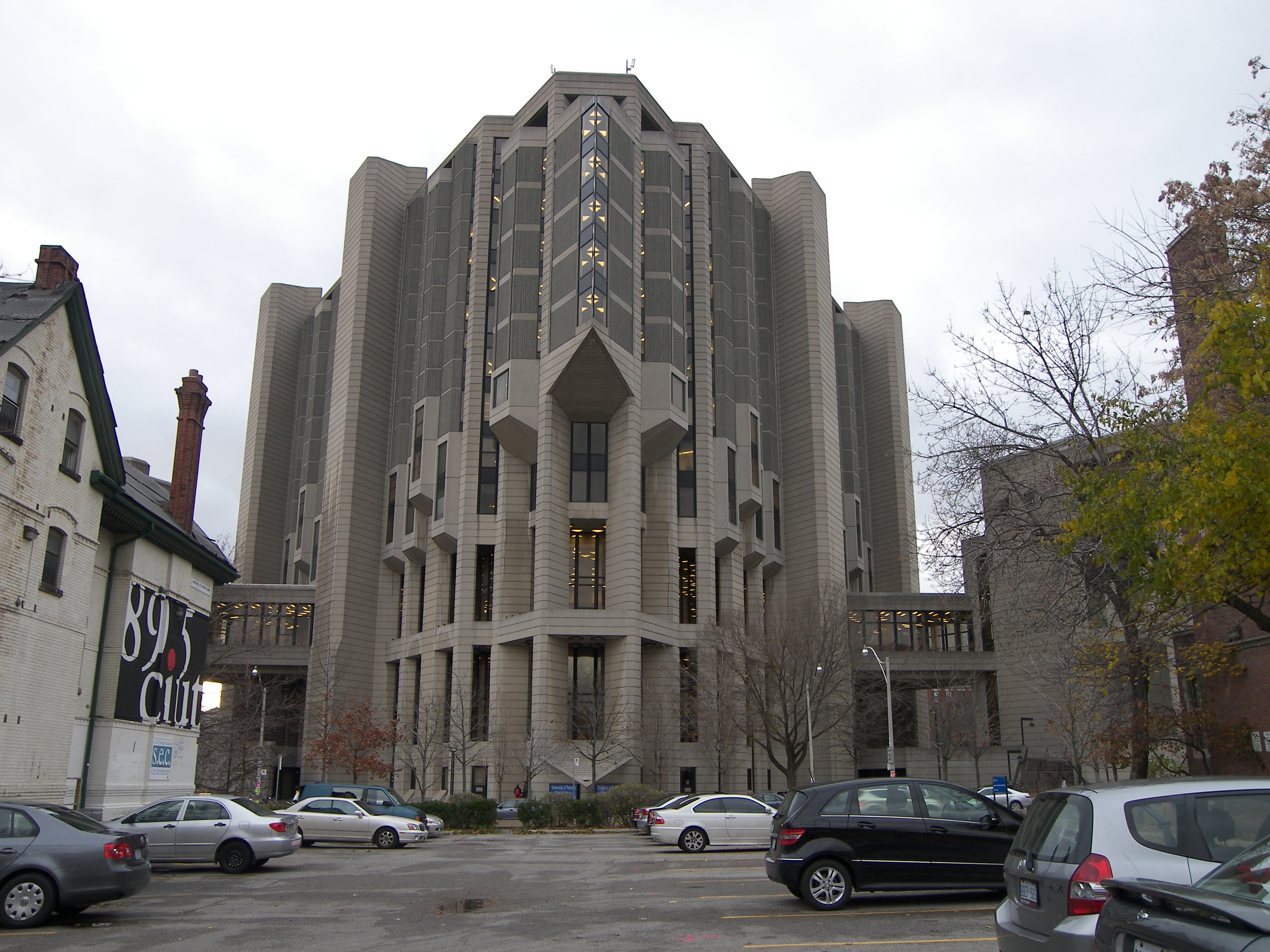
نمای شرقی بنای کتابخانه روبارتس

کتابخانه پژوهشی جان پی روبارتس که آن را معمولاً با نام کتابخانه روبارتس می‌شناسند کتابخانه اصلی حوزه علوم اجتماعی و علوم انسانی از مجموعه کتابخانه‌های دانشگاه تورنتو در شهر تورونتوی کانادا است. این کتابخانه همچنین بزرگترین کتابخانه یکتا در این دانشگاه است.

## تاریخچه
کتابخانه روبارتس در سال ۱۹۷۳ گشایش یافته است و نام آن برگرفته از نام جان روبارتس، هفدهمین نخست‌وزیر استان اونتاریو کانادا است و شامل ۴ میلیون و ۵۰۰ هزار منبع چاپی، ۴ میلیون و ۱۰۰ هزار میکروفورم و همچنین بیش از ۷۰۰ هزار منبع دیگرگونه است.

## معماری

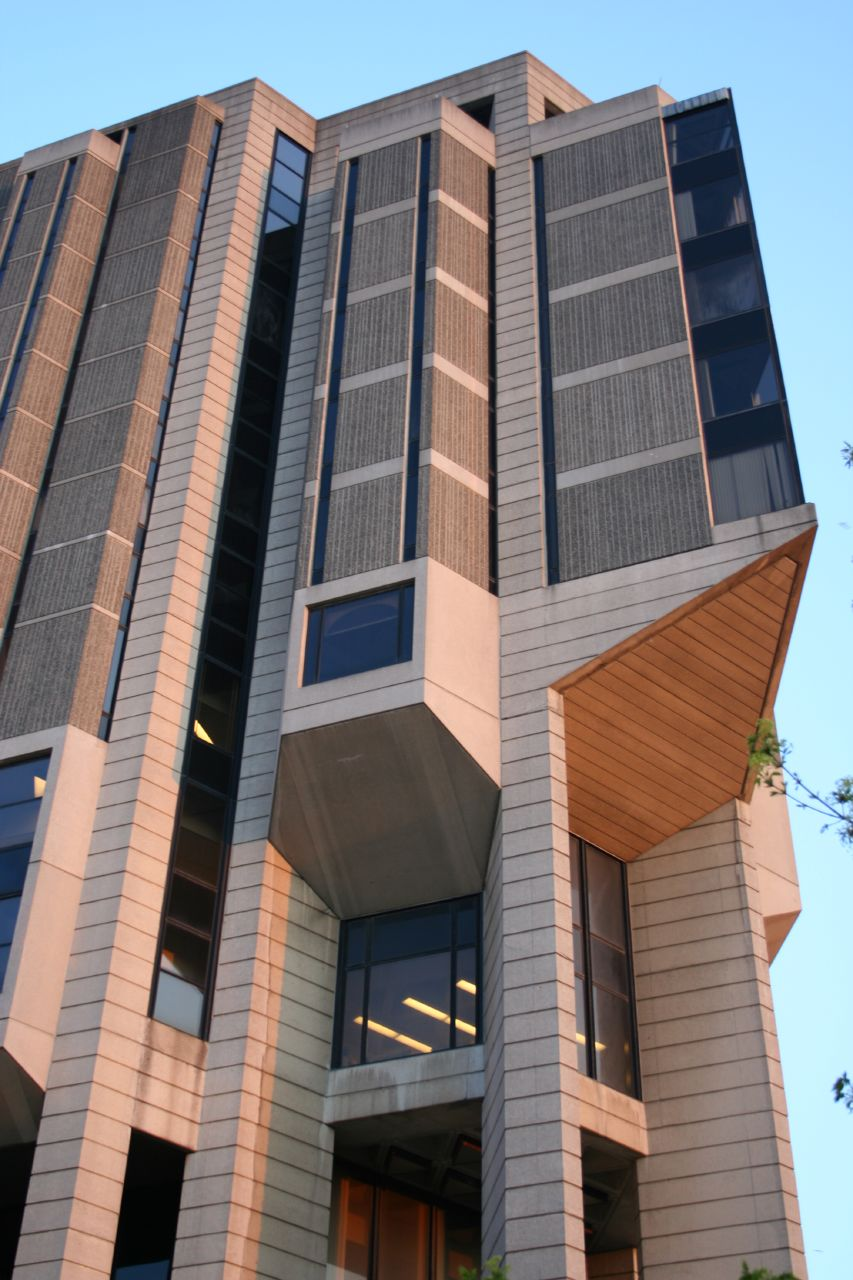
کتابخانه روبارتس، همچنین به عنوان "کتاب قلعه"، در دانشگاه تورنتو شناخته می شود.

ساختمان کتابخانه روبارتس یکی از شناخته‌شده‌ترین نمونه‌های معماری بروتالیستی در آمریکای شمالی است. ساختمان کتابخانه اثر دانفورس توان است. این ساختمان از طرح مثلث یاری بسیار گرفته است و به همراه بنای کتابخانه کتابهای کم‌یاب تامس فیشر و همچنین ساختمان کلود بیسل که دانشکده اطلاعات را در خود جای داده یک مجموعه سه‌گانه را تشکیل می‌دهد. به بنای کتابخانه روبارتس به خاطر سبک ویژه معماری‌اش لقب دژ کتاب داده‌اند.

## پیوندها
تارنمای ویژه کتابخانه دانشگاه روبارتس